# Ian Stannard
Pour les articles homonymes, voir Stannard.
Ian Stannard (né le 25 mai 1987 à Chelmsford) est un coureur cycliste britannique. Professionnel entre 2008 et 2020, il a notamment remporté le championnat de Grande-Bretagne sur route en 2012 et le Circuit Het Nieuwsblad en 2014 et 2015. Il a également terminé troisième de Paris-Roubaix en 2016 et été équipier de Chris Froome lors de ses victoires sur le Tour de France en 2013, 2015 et 2016 et sur le Tour d'Espagne 2017.

## Biographie

### Jeunesse et carrière amateur
Ian Stannard commence le cyclisme à l'âge de onze ans. En 2006, il intègre le programme olympique de British Cycling. Il est cette année-là champion d'Europe de poursuite par équipes espoirs avec Edward Clancy, Andrew Tennant et Geraint Thomas. Il dispute la course en ligne des Jeux du Commonwealth. En fin de saison, aux championnats du monde sur route à Salzbourg en Autriche, il est 23e du contre-la-montre des moins de 23 ans et 125e de la course en ligne de cette catégorie.
En 2007, Ian Stannard se classe quatrième du Tour de Thuringe. Aux championnats du monde sur route, à Stuttgart, toujours dans la catégorie des moins de 23 ans, il est 36e du contre-la-montre et 67e de la course en ligne. En fin de saison, il est engagé comme stagiaire par l'équipe allemande T-Mobile.

### Carrière professionnelle

#### 2008-2009: les débuts chez Landbouwkrediet-Tönissteiner et ISD-Neri
Ian Stannard devient professionnel en 2008 dans l'équipe continentale professionnelle belge Landbouwkrediet-Tönissteiner. En septembre, il dispute avec l'équipe de Grande-Bretagne le Tour de Grande-Bretagne, et en prend la troisième place. Il participe à la course en ligne des championnats du monde à Varèse, en Italie.
En 2009, il rejoint l'équipe italienne ISD qui devient au cours de l'année ISD-Neri. Il remporte avec cette équipe une étape de la Semaine internationale Coppi et Bartali, un contre-la-montre par équipes. Il dispute le Tour d'Italie, son premier grand tour, qu'il termine à la 160e place. En fin de saison, il fait partie de l'équipe de Grande-Bretagne lors du championnat du monde sur route à Mendrisio, en Suisse.

#### 2010-2020: chez Sky/Ineos

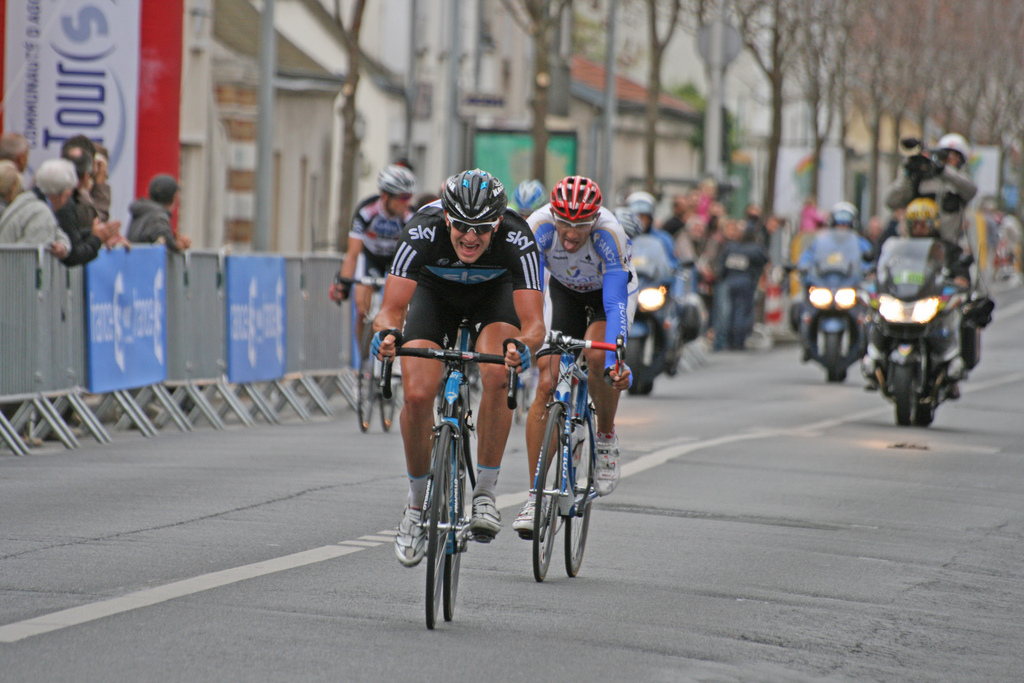
Ian Stannard lors du Paris-Tours 2011.

Ian Stannard est recruté en 2010 par la nouvelle équipe britannique Sky. En début de saison, il est troisième de Kuurne-Bruxelles-Kuurne, puis en juin troisième du championnat de Grande-Bretagne sur route, derrière ses coéquipiers Geraint Thomas et Peter Kennaugh. Il dispute le Tour d'Espagne que l'équipe Sky quitte à la fin de la première semaine, après la mort d'un de ses soigneurs, victime d'une septicémie. Plusieurs coureurs de l'équipe avaient auparavant abandonné, malades,.
En 2011, Ian Stannard remporte sa première victoire professionnelle, une étape du Tour d'Autriche. Il dispute à nouveau le Tour d'Espagne puis fait partie de l'équipe de Grande-Bretagne qui aide Mark Cavendish à devenir le premier champion du monde sur route britannique depuis Tom Simpson. Il termine sa saison avec une quatrième place sur la classique Paris-Tours.
Après avoir disputé le Tour d'Italie 2012, Ian Stannard devient en juin champion de Grande-Bretagne. Aux Jeux olympiques de Londres, il forme avec David Millar, Christopher Froome, Bradley Wiggins et Mark Cavendish l'équipe britannique de la course en ligne. L'objectif de l'équipe est de faire gagner Cavendish au sprint. Elle ne parvient pas à empêcher la formation d'un groupe d'échappés. Le Kazakh Alexandre Vinokourov remporte la course, Mark Cavendish, 29e, est le premier Britannique. Ian Stannard termine dans le peloton à la 94e place. Après le Tour d'Espagne, Ian Stannard prend, avec ses coéquipiers de Sky, la neuvième place du nouveau championnats du monde du contre-la-montre par équipes de marques. Il dispute ensuite la course en ligne de ces championnats, au service du leader John Tiernan-Locke, révélation britannique de la saison. Celui-ci prend la 19e place tandis que Stannard est 36e.

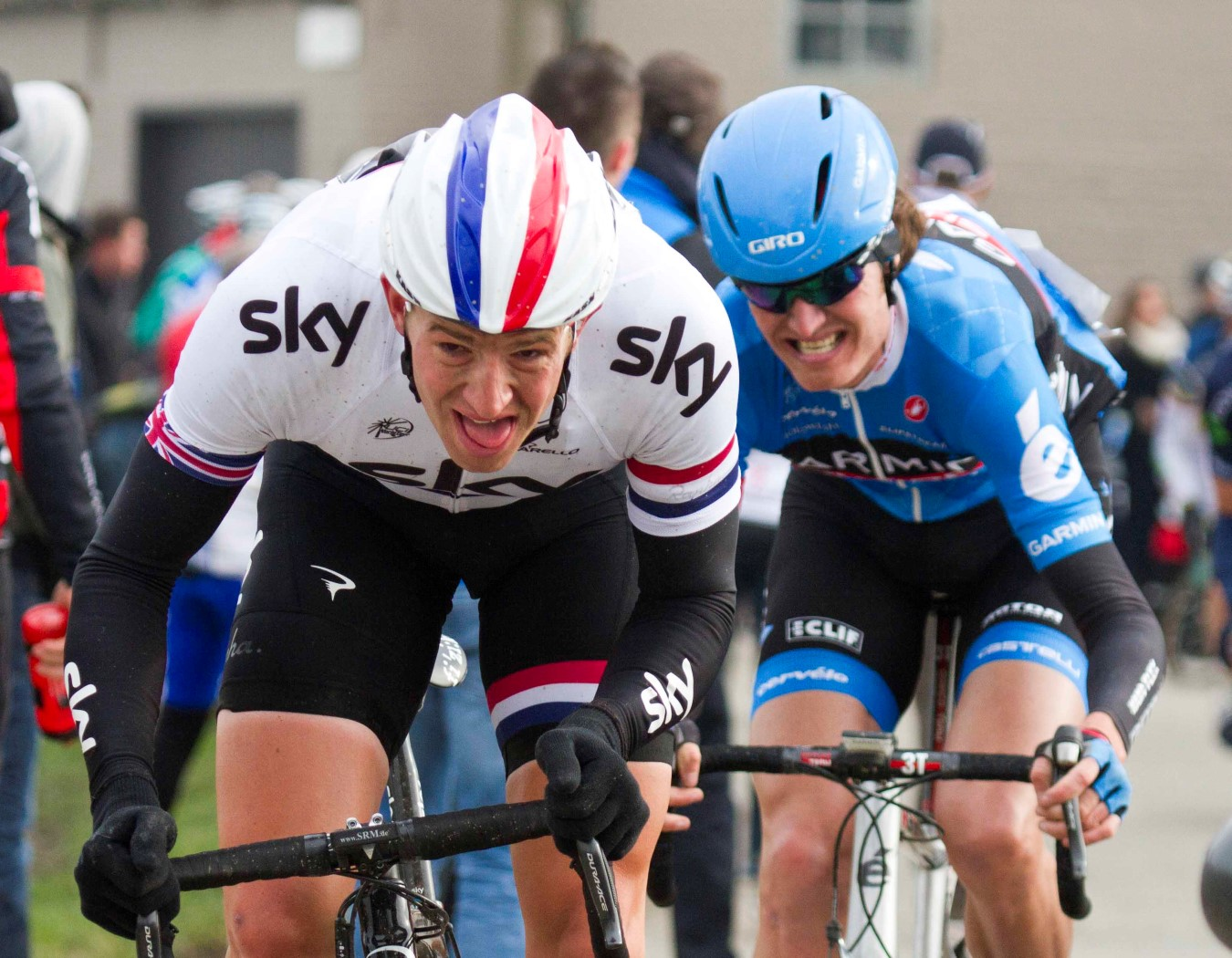
Stannard portant son maillot de champion national sur le Paterberg lors du Grand Prix E3 2013.

En 2013, il reprend la compétition en Australie lors du Tour Down Under. Par la suite, profitant des conditions dantesques il joue la gagne sur Milan-San Remo, où il termine finalement sixième. Il est sélectionné pour participer au Tour de France pour la première fois. Il occupe un rôle d'équipier pour Chris Froome, qui remporte la course.
Stannard gagne en 2014 le Circuit Het Nieuwsblad. Victime d'une fracture d'une vertèbre lors de Gand-Wevelgem, il ne peut être présent sur les autres classiques flandriennes et son absence s'étend jusque juillet. De retour en août lors de la London Ride Classic, il est ensuite présent à l'Eneco Tour puis au Tour de Grande-Bretagne. Sur cette épreuve, il chute dans le final de la première étape qu'il termine. Atteint cependant d'une fracture du scaphoïde gauche, il doit quitter la course. Initialement présélectionné pour la course en ligne des championnats du monde, il n'est finalement pas retenu pour cette épreuve.
En 2015, après s'être remis de ses blessures, il se classe à nouveau quatrième du Tour du Qatar. Lors du Circuit Het Nieuwsblad, il se retrouve seul face à trois coureurs membres de l'équipe Etixx-Quick Step à plus de 40 kilomètres de l'arrivée. Dans les derniers kilomètres il réalise l'exploit de distancer Stijn Vandenbergh et Tom Boonen avant de battre Niki Terpstra au sprint. C'est sa deuxième victoire consécutive sur la semi-classique. La même année, il est équipier de Froome, vainqueur de son troisième Tour de France, puis est sélectionné pour la course en ligne des championnats du monde de Richmond. En septembre il prolonge son contrat avec l'équipe Sky.
Dans une interview en janvier 2016, il confirme faire l'impasse sur le Circuit Het Nieuwsblad et Kuurne-Bruxelles-Kuurne, après avoir déjà joué dans ces courses d'ouverture de la saison des classiques belges chaque année depuis 2010. Il renonce à l'occasion de gagner le Het Nieuwsblad pour la troisième année consécutive, afin de se concentrer sur les classiques flandriennes les plus prestigieuses. Il termine troisième du Grand Prix E3 2013, gagnant le sprint au sein d'un petit groupe derrière son coéquipier victorieux Michał Kwiatkowski et Peter Sagan. Il termine également troisième de Paris-Roubaix, au sein d'un groupe de cinq coureurs qui s'est joué la victoire,. En juillet, il dispute son dernier Tour de France, où il est équipier de Chris Froome qui s'adjuge son quatrième Tour. Il participe ensuite à ses deuxièmes Jeux Olympiques, mais abandonne la course en ligne. Il gagne ensuite en solitaire une étape sur son Tour national.
Lors de l'année 2017, il gagne dès février une étape du Herald Sun Tour. Hors de forme, il n'obtient aucun résultat significatif sur les classiques printanières, ce qui ne l'empêche pas de signer une prolongation de contrat de 3 ans. Il participe ensuite au Tour d'Espagne remporté par son leader Chris Froome. Sa campagne de classiques 2018 est également décevante, notamment en raison de crevaisons sur Paris-Roubaix. Il ne participe à aucun grand tour, mais décroche une nouvelle victoire d'étape en solitaire sur le Tour de Grande-Bretagne, dans des conditions pluvieuses.
En 2019, il est deuxième du championnat de Grande-Bretagne sur route derrière son coéquipier Ben Swift. En août 2020, il se disloque l'épaule lors de la 4e étape du Tour de Pologne à la suite d'une chute. Il s'agit de la dernière course de sa carrière, car souffrant d'une polyarthrite rhumatoïde depuis 12 mois, il est contraint d'arrêter le sport de haut-niveau à 33 ans.

## Palmarès sur route

### Palmarès amateur
- 2003
  - 3e du championnat de Grande-Bretagne sur route débutants
- 2004
  -  Champion de Grande-Bretagne du contre-la-montre juniors
  - Tour d'Irlande juniors :
    - Classement général
    - 2e étape

  - 3e du Kuurnse Leieomloop
  - 3e du championnat de Grande-Bretagne sur route juniors
- 2005
  - Grand Prix André Noyelle
  - Grand Prix Bati-Metallo
  - Tour du Pays de Vaud :
    - Classement général
    - 3e étape
- 2007
  - Eddie Soens Memorial
  - Milan-Busseto

### Palmarès professionnel
- 2008
  - 3e du Tour de Grande-Bretagne
- 2009
  - 1reb étape de la Semaine internationale Coppi et Bartali (contre-la-montre par équipes)
- 2010
  - 1re étape du Tour du Qatar (contre-la-montre par équipes)
  - 3e de Kuurne-Bruxelles-Kuurne
  - 3e du championnat de Grande-Bretagne sur route
- 2011
  - 5e étape du Tour d'Autriche
  - 4e de Paris-Tours
- 2012
  -  Champion de Grande-Bretagne sur route
- 2013
  - 2e du championnat de Grande-Bretagne sur route
  - 6e de Milan-San Remo

- 2014
  - Circuit Het Nieuwsblad
- 2015
  - Circuit Het Nieuwsblad

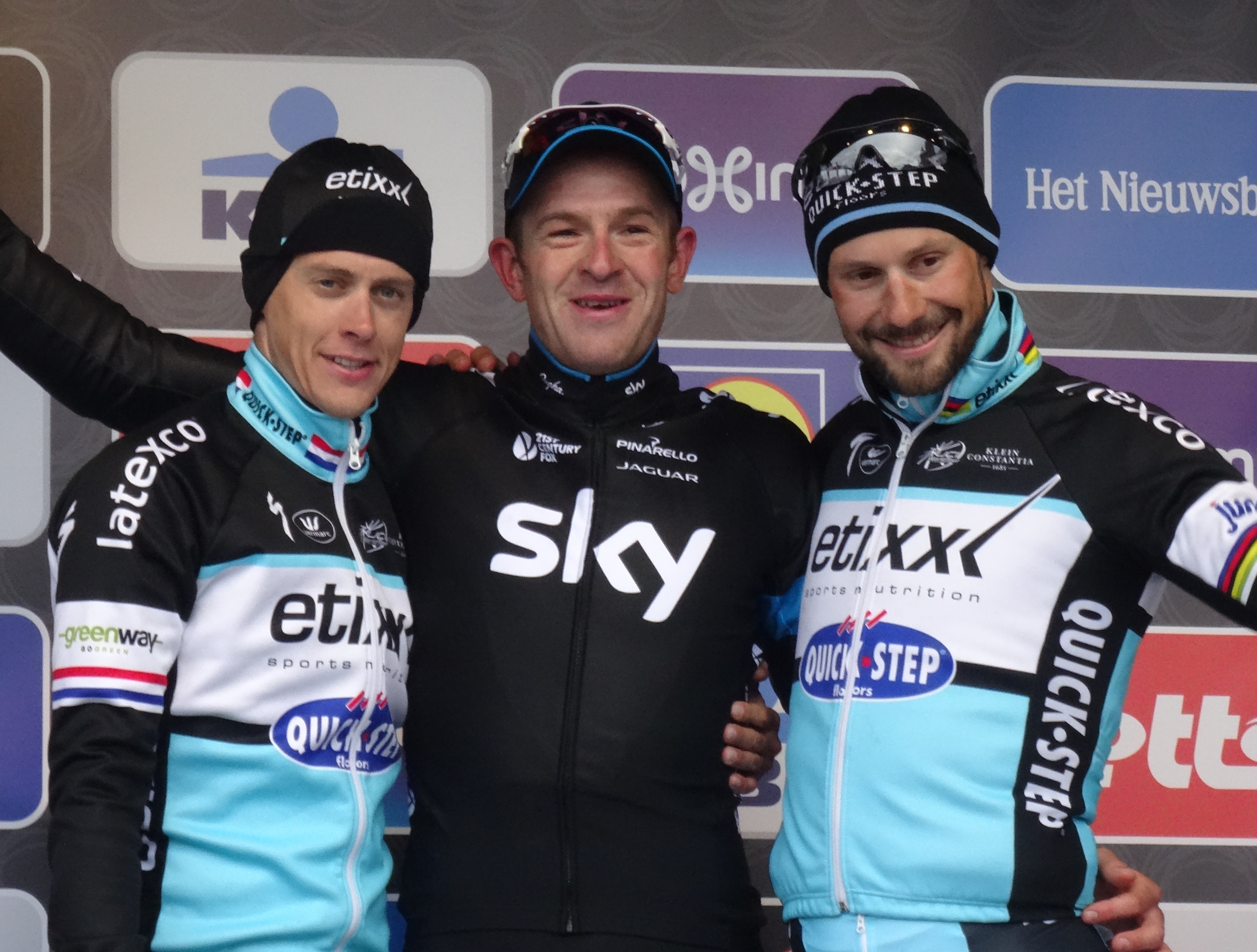
Podium de l'édition 2015 du Circuit Het Nieuwsblad : Niki Terpstra (2e), Ian Stannard (1er) et Tom Boonen (3e).

  - 1re étape du Tour de Romandie (contre-la-montre par équipes)
  - 3e du championnat de Grande-Bretagne sur route
- 2016
  - 3e étape du Tour de Grande-Bretagne
  - 3e du Grand Prix E3
  - 3e de Paris-Roubaix
- 2017
  - 4e étape du Herald Sun Tour
- 2018
  - 7e étape du Tour de Grande-Bretagne
- 2019
  - 2e du championnat de Grande-Bretagne sur route

### Résultats sur les grands tours

#### Tour de France
3 participations
- 2013 : 135e
- 2015 : 128e
- 2016 : 161e

#### Tour d'Italie
2 participations
- 2009 : 160e
- 2012 : 132e

#### Tour d'Espagne
5 participations
- 2010 : non-partant (8e étape)[20]
- 2011 : 128e
- 2012 : 111e
- 2017 : 148e
- 2019 : 106e

### Classements mondiaux
| Année                                 | 2006  | 2007 | 2008 | 2009 | 2010 | 2011 | 2012 | 2013 | 2014 | 2015 | 2016  | 2017 | 2018  | 2019 | 2020  |
| ------------------------------------- | ----- | ---- | ---- | ---- | ---- | ---- | ---- | ---- | ---- | ---- | ----- | ---- | ----- | ---- | ----- |
| UCI World Tour                        |       |      |      |      |      | nc   | nc   | 90e  | nc   | nc   | 38e   | 323e | 400e  |      |       |
| Classement mondial                    |       |      |      |      |      |      |      |      |      |      | 101e  | 868e | 949e  | 824e | 1707e |
| UCI Europe Tour                       | 1162e | 782e | 478e | 803e |      |      |      |      |      |      | 1057e | 847e | 1124e | 600e | 1263e |
| UCI Oceania Tour                      | nc    | nc   | nc   | nc   |      |      |      |      |      |      | nc    | 51e  | nc    |      |       |
|                                       |       |      |      |      |      |      |      |      |      |      |       |      |       |      |       |
| Légende : nc = non classéSource : UCI |       |      |      |      |      |      |      |      |      |      |       |      |       |      |       |

## Palmarès sur piste

### Championnats du monde juniors
- Vienne 2005
  -  Vice-champion du monde de poursuite par équipes juniors

### Championnats d'Europe juniors et espoirs
- Fiorenzuola d'Arda 2005
  -  Champion d'Europe de poursuite par équipes juniors (avec Steven Burke, Andrew Tennant et Ross Sander)
- Athènes 2006
  -  Champion d'Europe de poursuite par équipes espoirs (avec Edward Clancy, Andrew Tennant et Geraint Thomas)

### Championnats nationaux
- 2004
  - 2e du championnat de Grande-Bretagne de poursuite juniors
  - 2e du championnats de Grande-Bretagne de scratch juniors
- 2005
  -  Champion de Grande-Bretagne de course aux points juniors
- 2006
  - 2e du championnat de Grande-Bretagne de poursuite par équipes
  - 3e du championnat de Grande-Bretagne de scratch